# Carlos Alemán
Carlos Enrique Alemán Acuña (Maturín, Venezuela, 28 de octubre de 1988) es un futbolista venezolano que juega como volante y su actual equipo es el Margarita F.C. de la Segunda División de Venezuela.

## Clubes
| Club           | País      | Año             |
| -------------- | --------- | --------------- |
| Monagas SC     | Venezuela | 2010-2012       |
| Monagas SC     | Venezuela | 2016-2017       |
| Margarita F.C. | Venezuela | 2017-Actualidad |

## Monagas Sport Club
Su debut como jugador profesional comienza en el Monagas SC para el 2010.

### Torneo Apertura 2016
Para el Torneo Apertura de 2016 continua jugando con el Monagas SC hasta la actualidad. El 2 de marzo marca su primer gol en el torneo apertura, ante Mineros de Guayana.

## Estadísticas
- Última actualización el 6 de marzo de 2016.

| Equipo     | Temporada | Liga             | Liga             | Copas nacionales | Copas nacionales | Copas internacionales | Copas internacionales | Total | Total |
| Equipo     | Temporada | PJ               | Goles            | PJ               | Goles            | PJ                    | Goles                 | PJ    | Goles |
| Venezuela  | Venezuela | Primera División | Primera División | Copa Venezuela   | Copa Venezuela   | CONMEBOL              | CONMEBOL              | PJ    | Goles |
| ---------- | --------- | ---------------- | ---------------- | ---------------- | ---------------- | --------------------- | --------------------- | ----- | ----- |
| Monagas SC | 2010-2011 | 25               | 1                | 0                | 0                | 0                     | 0                     | 25    | 1     |
| Monagas SC | 2011-2012 | 3                | 0                | 0                | 0                | 0                     | 0                     | 3     | 0     |
| Monagas SC | 2015-2016 | 0                | 0                | 2                | 0                | 0                     | 0                     | 2     | 0     |
| Monagas SC | 2016      | 7                | 1                | 0                | 0                | 0                     | 0                     | 7     | 1     |
| Monagas SC | Total     | 35               | 2                | 2                | 0                | 0                     | 0                     | 37    | 2     |
| Total      | Total     | 35               | 2                | 2                | 0                | 0                     | 0                     | 37    | 2     |